# Holoarctia fumata
Holoarctia fumata är en fjärilsart som beskrevs av Burmann. 1952. Holoarctia fumata ingår i släktet Holoarctia och familjen björnspinnare. Inga underarter finns listade i Catalogue of Life.